# Kadujskij rajon
Il Kadujskij rajon (in russo Кадуйский район?) è un rajon dell'Oblast' di Vologda, nella Russia europea; il capoluogo è Kaduj. Istituito il 23 settembre 1927, ricopre una superficie di 3.260 chilometri quadrati ed ospita una popolazione di circa 18.000 abitanti.